# Butter (BTS)
Butter is de tweede Engelstalige single van de Koreaanse boyband BTS. De single kwam uit op 21 mei 2021. In de week van 5 juni 2021 stond Butter op de eerste positie in de Billboard Hot 100.

## Records
De muziekvideo van Butter behaalde meer dan 20 miljoen views in het eerste uur en 113 miljoen in de eerste 24 uur. Hierbij verbrak BTS de twee records van hun vorige Engelstalige single Dynamite: die haalde namelijk 108,2 miljoen views in de eerste 24 uur en bereikte de 20 miljoen views na 1 uur en 14 minuten.
Het nummer behaalde in totaal vijf records voor het Guinness Book of Records. Naast vier records op YouTube was er ook een record op Spotify: op de eerste dag van de release werd het nummer 11.042.335 keer beluisterd.

## Uitvoeringen
BTS heeft 'Butter' een aantal keer uitgevoerd. De eerste keer was bij de Billboard Music awards. Later voerden ze het ook uit bij The Late Show with Stephen Colbert en Good Morning America. 

## Covers
In eveneens 2021 kwam Megan Thee Stallion met een remix, waar het gezang van BTS wordt afgewisseld met rap van Megan Thee Stallion.